# 底比斯始末記
底比斯始末記（希臘語：Θηβαϊκὸς Κύκλος）是四首古希臘文學史詩集合，講述了波西米亞城市底比斯的神話歷史。內容是用長短短六步格經文組成，據信記錄於西元前750年至500年之間。這些史詩發生在特洛伊戰爭之前，以底比斯王室為中心。

## 內容
伊底帕斯（Oedipodea）
描述伊底帕斯弒父娶母應驗預言的悲劇故事。
底比斯之戰（Thebaid）
伊底帕斯發現真相後放棄王位，其長子波利奈色斯率七勇士攻打底比斯與次子艾特歐克利斯爭奪繼承權的故事。
後裔（Epigoni）
底比斯之戰結束十年之後，七勇士之子攻打底比斯為父報仇。
阿爾克邁翁詩（Alcmeonis）
七勇士之子的首領阿爾克邁翁弒母的故事。

## 延伸阅读
- 神谱
- 工作与时日
- 泰坦战记
- 荷马史诗
- 希腊神话